# Jeff Foster
Pour les articles homonymes, voir Foster.
Jeffrey Douglas Foster, né le 16 janvier 1977 à San Antonio au Texas, est un joueur américain de basket-ball évoluant aux postes de pivot et d'ailier fort. Il passe l'intégralité de sa carrière dans l'équipe des Pacers de l'Indiana.

## Biographie
Drafté en 1999 par les Warriors de Golden State, il est aussitôt transféré aux Pacers de l'Indiana. Excellent rebondeur, il est apprécié pour ses qualités défensives.
Le 22 mars 2012, il annonce sa retraite en raison de douleurs récurrentes au dos. Jeff Foster aura effectué l'intégralité de sa carrière chez les Pacers de l'Indiana pour lesquels il a joué 764 matchs de saison régulière et 53 matchs de playoffs pour une moyenne de 4,9 points et 4,1 rebonds.